# Креван
Креван (фр. Crevant) насеље је и општина у централној Француској у региону Центар (регион), у департману Ендр која припада префектури la Châtre.
По подацима из 2011. године у општини је живело 733 становника, а густина насељености је износила 20,06 становника/km². Општина се простире на површини од 36,54 km². Налази се на средњој надморској висини од 369 метара (максималној 467 m, а минималној 272 m).

## Демографија
| 1962. | 1968. | 1975. | 1982. | 1990. | 1999. | 2011. |
| ----- | ----- | ----- | ----- | ----- | ----- | ----- |
| 1.009 | 1.112 | 905   | 832   | 757   | 713   | 733   |

График промене броја становника у току последњих година